# Денисов, Игорь Леонидович
Игорь Леонидович Денисов (род. 25 июня 1959) — белорусский и советский актёр театра и кино, Заслуженный артист Республики Беларусь (2018).

## Биография
Игорь Денисов окончил минскую школу № 9 в 1976 году.
В 1985-м, по окончании БГТХИ, был направлен в Национальный академический драматический театр им. Якуба Коласа, но в ноябре 1985 года поступил в труппу Национального академического театра имени Янки Купалы. За это время им создано более 40 ярких сценических образов в родном театре.
Игорь Денисов сотрудничал с многочисленными программами Национальной телерадиокомпании РБ и белорусского радио (литературные программы, телеспектакли). Озвучил документальные фильмы «Земля и небо» о Язэпе Дроздовиче, «Храмовое кольцо Браславского Поозерья».
Награждён медалью Франциска Скорины (2011).
Сыграл на сцене Купаловского театра Макдуфа, Герваза в «Пан Тадэуш», Ляпкина-Тяпкина в Ревизоре». Спектакль «Чайка» с участием Денисова победил с номинации «Лучший спектакль театра драмы» IV Республиканскага конкурса театральнога искусства «Национальная театральная премия».
Сыграл одну из главных ролей в фильме «Следы на воде» .
26 августа 2020 года во время акций протестов в Беларуси покинул театр вместе с 58 работниками театра, среди которых было 36 актёров. "Купаловцы" были несогласны с увольнением генерального директора театра  Павла Латушко по политическим мотивам.
В 2021 году вместе с другими бывшими актерами Купаловского театра озвучил аудиоспектакль «Орден Белой Мыши».

## Отзывы
В рецензии Беларускай думкі (Белорусской мысли) за 2005 год написано, что актеры Андрей Ковальчук и Игорь Денисов, безусловно, своим профессионализмом, мастерским исполнением только усилили высокое трагедийное звучание «Потерянного рая».
В рецензии на спектакль «Две души» отмечено, что Денисов и другие актеры воплотили образы своих героев точно, целостно, прочувствованно до деталей в развитии. В спектакле Денисов исполнил роль Горшка.
В рецензии на спектакль «Пинская шляхта» написано, что Денисов неузнаваемо перевоплотился в персонажа Тихона.

## Фильмография
- 2003 — Оккупация. Мистерии — Миша[10]
- 2005 — Дети Ванюхина — Гриша
- 2005 — Доктор Живаго
- 2006 — Невидимый край
- 2006 — Точка — Отец Нинки
- 2007 — Безмолвный свидетель 2 — Григорий Омутов
- 2007 — Майор Ветров — Птицын
- 2007 — Скульптор смерти — Сергей Иванов
- 2008 — Вызов 3
- 2008 — Глухарь — Охранник
- 2008 — Застава Жилина — Капитан СМЕРШа
- 2009 — Братья Карамазовы — Пьяный мужичонка
- 2009 — Вольф Мессинг: Видевший сквозь время
- 2009 — Детективное агентство «Иван да Марья» — Щеглов
- 2009 — Днепровский рубеж — Начальник штаба
- 2009 — Захватчики
- 2009 — Поп
- 2009 — Суд
- 2010 — Брестская крепость — Немецкий офицер
- 2010 — Гадание при свечах — Начальник спасателей
- 2010 — Журов 2 — Кривенко
- 2010 — Катино счастье
- 2010 — Месть — Вкладчик
- 2010 — Псевдоним «Албанец» 3 — Киллер
- 2011 — 1942 — Старый Рубенис
- 2011 — У реки два берега — Николай Степанович Пахомов
- 2012 — Смерть шпионам. Лисья Нора — генерал Вадис
- 2012 — Белые волки — Николай Кокорин, майор спецназа ФСБ в отставке
- 2013 — Следы апостолов — Фогель (разведчик Абвера) / Бекетов
- 2013 — Привет от Катюши — «Ферзь», уголовник
- 2014 — Не покидай меня! — Полицай Влас
- 2015 — Чужое лицо — Виктор Сергеевич
- 2017 — Черная кровь (Беларусь, Россия) — Сергей Панкратов
- 2017 — Мать за сына — судья Виктор Коростелёв
- 2018 — Война. Остаться человеком
- 2019 — Подсудимый — Николай Валентинович Капралов, полковник юстиции, начальник следственной части
- 2020 — Купала — Зыгмунт Чехович
- 2020 — Алёша — Вилли Ланц, рядовой Вермахта
- 2022 — Абсурд — полковник Хлуев